# تيغرنزيه
تغرنزي (بالألمانية: Tegernsee) هي بلدة ألمانية تقع في ألمانيا في ميزباخ.

## المدن التوأمة
مدينة كيتشوم، أيداهو هي مدينة توأمة لـتغرنزي.

## أعلام
- جيرهارد باركهورن
- فلوريان بوش
- ايفا ماتيس
- ماكس ليو
- ماركوس فيلاند
- فولفغانغ فينكلر
- أدريان هوفن
- كارل فرديناند فيرنر
- والتر فورستر
- لورد أكتون